# Genética clásica

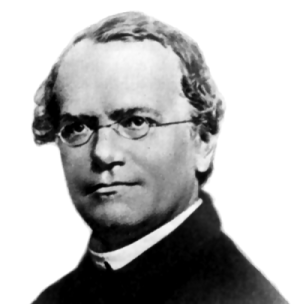
Gregor Mendel, considerado el padre de la genética.

La genética clásica es aquella que se aproxima a la genética en la cual no se emplean herramientas de biología molecular. Los primeros estudios en el campo de la transmisión de los caracteres, de la herencia genética por tanto, corresponden a este campo: por ejemplo, las Leyes de Mendel o el análisis del ligamiento. Pese a la llegada de la genética molecular, los enfoques de la clásica siguen siendo utilizados: por ejemplo, en el mundo de la agricultura, durante la mejora genética; o, en la cartografía genética de baja resolución, a fin de situar la posición relativa de los genes en los cromosomas.
Algunas veces se emplea el término genética clásica como un sinónimo sensu lato de geńetica directa, oponiéndola no a la genética molecular sino a la genética inversa. Ambas difieren en el enfoque empleado durante el diseño de experimentos. De este modo, la genética directa busca situar y clonar un determinado gen de interés partiendo de individuos cuyo fenotipo es llamativo (generalmente mutantes), mientras que la genética inversa parte del conocimiento de la secuencia de ADN de los genes putativos y emplea herramientas de genética molecular y de transgénesis para generar mutantes que diluciden la función del gen.